# Musa Lahai
Musa Lahai (* 15. Dezember 1975 in Segbwema) ist ein sierra-leonischer Politiker (SLPP). Er ist Mitglied des Parlaments von Sierra Leone.
Musa Lahai ist von Beruf Buchhalter. Er arbeitete im öffentlichen Dienst im Beschaffungswesen.
Am 7. März 2018 wurde Musa Lahai als Kandidat der SLPP, der Regierungspartei Sierra Leones, im Wahlbezirk 9 des Distrikts Kenema in das Parlament Sierra Leones gewählt. Er erhielt 75,6 Prozent der gültigen Stimmen. Bei der Parlamentswahl 2023 wurde er wiedergewählt. Im Parlament ist er unter anderem stellvertretender Vorsitzender des Ausschusses für Verteidigung.